# Vincennes (Franciaország)
Vincennes település Franciaországban, Val-de-Marne megyében. Lakosainak száma 48 368 fő (2022. január 1.). Vincennes Párizs, Montreuil, Fontenay-sous-Bois és Saint-Mandé községekkel határos.

## Népesség
A település népessége az elmúlt években az alábbi módon változott:
| Lakosok száma | 49 695 | 49 461 | 50 300 | 49 891 | 49 635 | 49 788 | 49 697 | 48 798 | 48 368 |
|               | 2013   | 2015   | 2016   | 2017   | 2018   | 2019   | 2020   | 2021   | 2022   |

## Híres emberek
- Itt volt IX. (Szent) Lajos francia király (1214–1270) egyik uralkodói székhelye. A „vincennes-i tölgyfa” alatt ítélkezett.
- Itt született 1338. január 21-én V. (Bölcs) Károly francia király.
- Itt hunyt el 1422. augusztus 31-én V. Henrik angol király, az azincourt-i csata győztese.
- Itt hunyt el 1574. május 30-án IX. Károly francia király.
- Itt hunyt el 1661. március 9-én Jules Mazarin (eredeti nevén: Giulio Raimondo Mazarino) olasz diplomata, bíboros, francia főminiszter (* 1602. július 14.).
- Itt született Isidore Canevale
- 1749-ben az erődben raboskodott Denis Diderot francia enciklopédista (1713–1784).
- A vincennes-i erőd árkában végezték ki 1804. március 21-én Louis Antoine de Bourbon–Condé-t, Enghien utolsó hercegét Bonaparte tábornoknak, a Francia Köztársaság Első Konzuljának utasítására.
- A vincennes-i erődben végezték ki 1917. augusztus 7-én Mata Hari (született Margaretha Geertruida Zelle) holland táncosnőt, a Német Császárság javára folytatott kémkedés vádjával.
- Itt hunyt el 1918. október 13-án Marcel Deprez francia mérnök, az elektromosság alkalmazásának előmozdítója  (* 1843).
- Itt született 1916. március 20-án Pierre Messmer politikus, 1972–74 között Franciaország miniszterelnöke († 2007).
- Itt született 1949. szeptember 30-án Michel Tognini francia tábornok, pilóta, űrhajós.